# Włodzimierz Sitek
Włodzimierz Stanisław Sitek (ur. 1 maja 1947 w Zagórzu, zm. 7 sierpnia 2004) – polski polityk, samorządowiec, nauczyciel akademicki, poseł na Sejm II kadencji.

## Życiorys
Syn Tadeusza. W 1972 ukończył studia na Wydziale Elektrycznym Politechniki Łódzkiej, następnie uzyskał stopień doktora nauk technicznych na tej uczelni. Pracował jako nauczyciel akademicki. Sprawował mandat posła II kadencji, wybranego z listy Sojuszu Lewicy Demokratycznej w okręgu łódzkim. Przez dwie kadencje (I i III) pełnił funkcję radnego Łodzi, w latach 1998–2002 był wiceprezydentem miasta. Odpowiadał za infrastrukturę, zajmował się drogami, geodezją i informatyką.
W 2001 po raz ostatni kandydował bez powodzenia do Sejmu. W 2004 przeszedł z SLD do Socjaldemokracji Polskiej. W tym samym roku zmarł i został pochowany na cmentarzu komunalnym na Dołach.
W 1997 otrzymał Srebrny Krzyż Zasługi.